# Jeroen Krabbé
Jeroen Aart Krabbé (* 5. prosince 1944 Amsterdam) je nizozemský herec, režisér a výtvarník.
Pochází z umělecké rodiny, jeho otec Maarten Krabbé a dědeček Hendrik Maarten Krabbé byli úspěšní malíři. Po jejich vzoru začal studovat výtvarnou školu, avšak později přestoupil na amsterdamskou Akademii divadla a tance. Jeho matka Margreet Reissová byla překladatelkou a pocházela ze židovské rodiny. Starší bratr Tim Krabbé je šachista a spisovatel, syn Martijn Krabbé
se živí jako televizní moderátor.
V roce 1963 debutoval jako herec ve filmu Fietsen naar de Maan. Mezinárodní popularitu získal díky výrazným rolím ve filmech Paula Verhoevena: válečném dramatu Oranžský voják (1977) a filmu Čtvrtý muž (1983), natočeném podle autobiografické prózy Gerarda Reveho. V roce 1985 se objevil v britském filmu Želví deník a o rok později ho Penny Marshallová obsadila do komedie Jumpin’ Jack Flash. V Hollywoodu se uplatnil zejména jako představitel záporných rolí, jako ve filmech Dech života, Mstitel, Robin Hood nebo Uprchlík, v televizním filmu Ježíš hrál Satana. Ve filmu Ivana Passera Stalin účinkoval jako Nikolaj Bucharin a ve filmu Gérarda Corbiau Farinelli ztvárnil roli Georga Friedricha Händela. Hrál také v televizních seriálech Místo činu, Miami Vice, Mladý Indiana Jones, Dalziel a Pascoe a Vraždy v Midsomeru. Byl průvodcem televizního pořadu o Vincentu van Goghovi. V letech 2009 až 2018 představoval svatého Mikuláše ve slavnostním procesí ulicemi Amsterdamu.
V roce 1985 režíroval divadelní adaptaci deníku Anne Frankové, kterou odvysílala také televizní stanice TROS. Byl režisérem filmu Kufry pana Silberschmidta (1998) podle knihy Carla Friedmana, odehrávající se v antverpské komunitě ortodoxních Židů. Film Zamilovaní andělé se Stephenem Fryem a Dianou Quickovou v hlavních rolích natočil podle románu Harryho Mulische.
Je také uznávaným malířem především v oboru portrétu a krajinomalby, Museum de Fundatie ve Zwolle mu uspořádalo samostatnou výstavu. Se svou hereckou kolegyní Marjan Berkovou napsal kuchařskou knihu, k níž vytvořil ilustrace.
V roce 1996 mu byla udělena cena Zlaté tele. V roce 1999 získal Řád nizozemského lva a byl členem poroty Berlínského mezinárodního filmového festivalu. V roce 2014 obdržel od amsterdamského starosty cenu Frans Banninck Cocqpenning.